# Željko Hajmer
Željko Hajmer (hrv. Željko Heimer; Zagreb, 23. april 1971) hrvatski je veksilolog, predsednik Hrvatskog grboslovnog i zastavoslovnog društva (HGZD) i major Hrvatske vojske (HV).

## Biografija
Dr sc. Željko Hajmer rođen je 23. aprila 1971. u Zagrebu. U Jevrejskoj opštini Zagreb (ŽOZ) je, sredinom 1990-ih, više godina vodio kompjuterski centar. Kao student više
je godina bio i predsednik Unije jevrejske omladine Hrvatske. Pohađao je i diplomirao 1997. na Fakultetu elektrotehnike i računarstva (FER) Sveučilišta u Zagrebu smer industrijska elektronika. Od 1999. oficir je HV-a tj. Ministarstva obrane Republike Hrvatske (MORH), u Glavnom generalštabu oružanih snaga Republike Hrvatske gde i danas radi na mestu šefa Odseka za ratne informacione sisteme. Dr Heimer je 2005. dobio titulu magistra nauka iz polja elektronike i biomehanike. Doktorirao je na postdiplomskom doktorskom studiju sociologije na Filozofskom fakultetu Sveučilišta u Zagrebu s diseratcijom „Identitet Oružanih snaga Republike Hrvatske iskazan zastavama iz Domovinskog rata i nakon njega”. Od 1995. aktivan je član međunarodnog udruženja Flags of the World (Zastave sveta) (FOTW). Hajmer je 2005. u Zagrebu kao jedan od malobrojnih veksilologa u Hrvatskoj priredio izložbu norveških zastava, a koja je potom gostovala u nizu drugih gradova u Hrvatskoj i Norveškoj. Sa saradnicima je 2006. osnovao HGZD kad je i izabran za predsednika Društva. Od 1996. urednik je veb-stranica FOTW-a, dok je od 1996. do 1997. bio zamenik direktora FOTW-a. Sudelovao je na međunarodnim veksilološkim kongresima u Njujorku 2001, Stokholmu 2003, Buenos Ajresu 2005, Berlinu 2007, Jokohami 2009, Vašingtonu 2011. i Roterdamu 2013, te heraldičkim kongresima u Štutgartu 2010. i Mastrihtu 2012. godine. Urednik je polugodišnjaka „Grb i zastava”, glasnik HGZD-a. Objavio je dve monografije o grbovima i zastavama Republike Hrvatske i Zagreba, kao i niz naučnih, stručnih i popularnih članaka u Hrvatskoj i inostranstvu. Hajmer je pridruženi član Académie internationale d’héraldique (Internacionalna akademija za heraldiku), počasni član Makedonskog heraldičkog društva i Bugarskog heraldičkog i veksilološkog društva. Na svojim veb-stranicama, na kroz više od 2000 slika, sistematično prikazuje današnje i istorijske grbove i zastave iz šire regije tj. prostora bivše SFR Jugoslavije. Za rad na promociji i očuvanju ovog dela Hrvatske baštine, predsednik Republike Hrvatske Ivo Josipović ga je 2010. odlikovao Redom hrvatskog pletera. Dr Heimer je član Veća ŽOZ-a, te je aktivan u informativnom i kulturnom odboru opšine.

## Odlikovanja i pohvale
- Red hrvatskog pletera

## Važnji radovi
- MS Windows 98 : sve o Windowsima od A do Ž, Vidi - to, Zagreb (1999)
- Heimer, Željko (2004). „Serbia and Montenegro got new symbols, Serbia and Montenegro did not”. Nordisk Flaggkontakt. 39: 15—21.
- Heimer, Željko (2005). „Srbsko i Černá Hora přijaly nové symboly, Srbsko a Černá Hora nikoliv” (PDF). Vexilologie. 136: 2587—2594.
- Grb i zastava Republike Hrvatske, Leykam International, Zagreb (2008)
- Grbovi i zastave grada Zagreba, Leykam International, Zagreb (2009)

## Spoljašnje veze
- The Flags & Arms of the Modern Era